# 2001 na televisão brasileira
A seguir há uma lista de eventos relacionados à televisão brasileira em 2001. Os eventos listados incluem estreias, cancelamentos e finais de programas de televisão; lançamento, encerramento e rebrandings de canais; estações locais mudando de afiliação de rede; e informações sobre controvérsias e disputas de carregamento.

## Eventos

### Janeiro
| Data  | Evento |
| ----- | --- |
| 11    | Um incêndio destrói o cenário do programa Xuxa Park nos estúdios da Rede Globo no Rio de Janeiro. |
| 12—21 | A Rede Globo e o Multishow transmitem a 3.ª edição do Rock in Rio. |
| 18    | Durante a final da Copa João Havelange, a equipe do Vasco da Gama exibiu a logomarca do SBT em sua camisa. A atitude foi entendida como uma retaliação da diretoria do clube carioca à Rede Globo, que transmitia a partida no Estádio do Maracanã, pela cobertura do canal à queda do alambrado do Estádio de São Januário em 30 de dezembro de 2000, que ocasionou a suspensão e remarcação do jogo de volta da final. O vice-presidente de futebol do clube Eurico Miranda assumiu a responsabilidade pelo ato, que foi descrito por ele como uma "homenagem" à emissora de Silvio Santos, que não havia sido informada previamente. |

### Fevereiro
| Data   | Evento |
| ------ | --- |
| 17     | Na Rede Globo, o Fantástico ganha nova vinheta, logotipo, cenário e grafismos. |
| 23—1/3 | As emissoras de TV (exceto a Rede Record) realizam a cobertura do Carnaval de 2001, sendo que: - A Rede Globo exibe o Globeleza, com os desfiles das escolas de samba de São Paulo e Rio de Janeiro; - A Band exibe o Band Folia, mostrando o carnaval de Salvador e o Desfile das Campeãs do Rio de Janeiro; - A RedeTV! exibe o Bastidores do Carnaval, com os flashes ao vivo do carnaval do Rio de Janeiro e São Paulo. |

### Março
| Data | Evento |
| ---- | --- |
| 6    | A maior parte das redes de televisão e canais de notícias do Brasil, cancelam ou alteram parte de suas programações regulares para providenciar cobertura jornalística sobre a morte do governador de São Paulo Mário Covas e sua repercussão. |
| 25   | O SBT e o Telecine Premium transmitem a 73.ª edição do Óscar. |
| 26   | Na Rede Globo, o Mais Você muda vinheta de abertura e efeitos gráficos. |

### Abril
| Data | Evento                                                                         |
| ---- | ------------------------------------------------------------------------------ |
| 1.º  | O SBT exibe a 41.ª edição do Troféu Imprensa.                                  |
| 2    | No SBT, o Programa do Ratinho muda de cenário, gráficos e vinheta de abertura. |

### Maio
| Data    | Evento                                                        |
| ------- | ------------------------------------------------------------- |
| 30—10/6 | A Rede Globo transmite a Copa das Confederações FIFA de 2001. |

### Julho
| Data  | Evento |
| ----- | --- |
| 11–29 | A Rede Globo, Rede Bandeirantes e SporTV transmitem a Copa América de 2001.                                                                                        |
| 16    | Na Rede Globo, o Bom Dia Praça ganha nova vinheta de abertura. |
| 16    | Na Rede Globo, o Globo Esporte muda vinheta de abertura, cenário e gráficos.                                                                                       |
| 16    | Na Rede Globo, o Jornal Hoje ganha novos grafismos, cenário e vinheta de abertura. Também Carla Vilhena, passa a apresentar o jornal ao lado de Carlos Nascimento. |
| 16    | Na Rede Globo, o Jornal Nacional ganha nova vinheta de abertura e gráficos.                                                                                        |
| 22    | Na Rede Globo, o Esporte Espetacular muda seu cenário e grafismos.                                                                                                 |

### Agosto
| Data | Evento |
| ---- | --- |
| 26   | O SBT cancelou a exibição de programas apresentados por Silvio Santos (Tentação, Show do Milhão e o sorteio da Tele Sena) em virtude do sequestro de Patrícia Abravanel, filha do proprietário da emissora. Com o desfecho do caso, no dia seguinte, o apresentador voltou a gravar os respectivos programas em 29 de agosto. |
| 27   | As principais emissoras do Brasil cancelam ou alteram parte de suas programações regulares para providenciar cobertura jornalística sobre o desfecho do sequestro de Patrícia Abravanel. |
| 30   | As principais emissoras do Brasil cancelam ou alteram parte de suas programações regulares para providenciar cobertura jornalística sobre o sequestro do apresentador Silvio Santos e seus desdobramentos. |

### Setembro
| Data | Evento |
| ---- | --- |
| 3    | Na Rede Globo, o Jornal Hoje faz uma pequena alteração na sua vinheta de abertura e gráficos. |
| 11   | As redes de televisão do Brasil (exceto o SBT) cancelam ou alteram parte de suas programações regulares para providenciar cobertura jornalística sobre os ataques terroristas promovidos pela Al-Qaeda aos Estados Unidos da América contra o antigo World Trade Center e ao Pentágono. |

### Outubro
| Data  | Evento                                                  |
| ----- | ------------------------------------------------------- |
| 26—27 | O SBT promove a 4.ª edição do Teleton, em prol da AACD. |

### Novembro
| Data | Evento                                                                      |
| ---- | --------------------------------------------------------------------------- |
| 5    | Na Rede Record, o Cidade Alerta ganha nova vinheta de abertura e grafismos. |

### Dezembro
| Data | Evento |
| ---- | --- |
| 3    | Na Rede Bandeirantes, o Jornal da Band ganha nova vinheta de abertura e grafismos.                                          |
| 3    | Na Rede Bandeirantes, Maria Cristina Poli assume a bancada do Jornal da Noite e ganha nova vinheta de abertura e grafismos. |
| 31   | A Rede Globo e a TV Gazeta transmitem a 77.ª edição da Corrida de São Silvestre.                                            |

## Programas

#### Janeiro
- 5 de janeiro — Termina Território Livre na Rede Bandeirantes.
- 6 de janeiro — Termina Xuxa Park na Rede Globo.
- 9 de janeiro — Estreia Os Maias na Rede Globo.
- 13 de janeiro — Reestreia Festival de Desenhos na Rede Globo.
- 19 de janeiro
  - Termina Disney Club no SBT.
  - Termina Uga Uga na Rede Globo.
  - Termina Chiquititas no SBT.
- 22 de janeiro
  - Reestreia Éramos Seis no SBT.
  - Estreia Gotinha de Amor no SBT.
  - Estreia Um Anjo Caiu do Céu na Rede Globo.
- 28 de janeiro — Estreia da 2.ª temporada de No Limite na Rede Globo.

#### Fevereiro
- 2 de fevereiro — Termina Laços de Família na Rede Globo.
- 5 de fevereiro — Estreia Porto dos Milagres na Rede Globo.
- 19 de fevereiro
  - Estreia Camila no SBT.
  - Termina Maria Isabel no SBT.
- 26 de fevereiro — Estreia Uá Uá na MTV Brasil.

#### Março
- 1.º de março — Estreia Meninas Veneno na MTV Brasil.
- 5 de março
  - Estreia A Hora Warner no SBT.
  - Estreia Café com Aroma de Mulher no SBT.
- 6 de março — Termina Esmeralda no SBT.
- 9 de março — Termina O Cravo e a Rosa na Rede Globo.
- 10 de março — Estreia da 2.ª temporada de Dawson's Creek na Rede Globo.
- 12 de março
  - Estreia Amigos Para Sempre no SBT.
  - Termina Coração Selvagem no SBT.
  - Estreia Estrela-Guia na Rede Globo.
- 18 de março — Estreia Domingo da Gente na Rede Record.
- 23 de março — Termina Os Maias na Rede Globo.
- 25 de março
  - Estreia Em Busca da Fama na MTV Brasil.
  - Termina a 2.ª temporada de No Limite na Rede Globo.
- 26 de março — Reestreia Escolinha do Professor Raimundo na Rede Globo.
- 27 de março — Estreia Brava Gente na Rede Globo.
- 29 de março — Estreia da 1.ª temporada de A Grande Família na Rede Globo.

#### Abril
- 1.º de abril — Estreia Sociedade Anônima na Rede Globo.
- 2 de abril — Estreia Samantha na Rede Record.
- 7 de abril — Estreia Cine Belas Artes no SBT.
- 9 de abril — Estreia Serafim no SBT.
- 10 de abril — Termina Gotinha de Amor no SBT.
- 14 de abril — Estreia Disney Cruj no SBT.
- 16 de abril — Termina Vidas Cruzadas na Rede Record.
- 17 de abril — Estreia Roda da Vida na Rede Record.
- 29 de abril — Termina Megatom na Rede Globo.

#### Maio
- 4 de maio — Termina a 7.ª temporada de Malhação na Rede Globo.
- 5 de maio — Termina Sãos e Salvos! na TV Cultura.
- 7 de maio — Estreia da 8.ª temporada de Malhação na Rede Globo.
- 21 de maio — Estreia O Direito de Nascer no SBT.
- 27 de maio — Termina Sociedade Anônima na Rede Globo.

#### Junho
- 1.º de junho — Estreia da 1.ª temporada de Os Normais na Rede Globo.
- 4 de junho
  - Estreia TJ Manhã no SBT.
  - Estreia Melhor da Tarde na Rede Bandeirantes.
  - Estreia Hora da Verdade na Rede Bandeirantes.
- 9 de junho — Estreia ClipMania na Rede Bandeirantes.
- 16 de junho — Termina Estrela-Guia na Rede Globo.
- 18 de junho
  - Termina Camila no SBT.
  - Estreia Por Teu Amor no SBT.
  - Estreia A Padroeira na Rede Globo.
- 26 de junho — Estreia Noite Afora na RedeTV!.
- 29 de junho — Termina Roque Santeiro no Vale a Pena Ver de Novo na Rede Globo.

#### Julho
- 1.º de julho — Estreia Curtindo uma Viagem no SBT.
- 9 de julho
  - Estreia Carinha de Anjo no SBT.
  - Termina Escolinha do Barulho na Rede Record.
- 10 de julho — Termina Serafim no SBT.
- 20 de julho
  - Termina Amigos para Sempre no SBT.
  - Termina Sessão Aventura na Rede Globo.
- 23 de julho
  - Estreia Rosalinda no SBT.
  - Reestreia A Gata Comeu no Vale a Pena Ver de Novo na Rede Globo.

#### Agosto
- 7 de agosto — Estreia Presença de Anita na Rede Globo.
- 11 de agosto — Termina Samantha na Rede Record.
- 13 de agosto — Estreia Acampamento Legal na Rede Record.
- 24 de agosto — Termina Um Anjo Caiu do Céu na Rede Globo.
- 26 de agosto — Termina Galera na TV na RedeTV!.
- 27 de agosto
  - Estreia As Filhas da Mãe na Rede Globo.
  - Estreia Pícara Sonhadora no SBT.
- 31 de agosto
  - Termina Roda da Vida na Rede Record.
  - Termina Presença de Anita na Rede Globo.

#### Setembro
- 3 de setembro — Termina Café com Aroma de Mulher no SBT.
- 28 de setembro — Termina Porto dos Milagres na Rede Globo.

#### Outubro
- 1.º de outubro
  - Estreia Abraça-me Muito Forte no SBT.
  - Estreia O Clone na Rede Globo.
- 2 de outubro — Termina O Direito de Nascer no SBT.
- 12 de outubro — Estreia Sítio do Picapau Amarelo na Rede Globo.
- 22 de outubro
  - Termina Por Teu Amor no SBT.
  - Estreia Preciosa no SBT.
- 28 de outubro
  - Estreia da 1.ª temporada da Casa dos Artistas no SBT.[10]
  - Estreia da 3.ª temporada de No Limite na Rede Globo.

#### Novembro
- 4 de novembro — Estreia Zapping Zone no SBT.
- 5 de novembro — Estreia Domínio Público na Rede Record.
- 7 de novembro — Estreia Canal Aberto na RedeTV!.
- 12 de novembro — Estreia A Alma Não Tem Cor no SBT.
- 13 de novembro — Termina Rosalinda no SBT.
- 28 de novembro — Termina Erótica MTV na MTV Brasil.

#### Dezembro
- 2 de dezembro — Estreia Terceiro Tempo na Rede Record.
- 3 de dezembro
  - Estreia Debate Bola na Rede Record.
  - Estreia Brasil Urgente na Rede Bandeirantes.
- 7 de dezembro — Termina A Gata Comeu no Vale a Pena Ver de Novo na Rede Globo.
- 9 de dezembro — Termina Em Busca da Fama na MTV Brasil.
- 10 de dezembro
  - Reestreia História de Amor no Vale a Pena Ver de Novo na Rede Globo.
  - Estreia Amor e Ódio no SBT.
- 16 de dezembro
  - Termina a 1.ª temporada da Casa dos Artistas no SBT.[11]
  - Termina Topa Tudo por Dinheiro no SBT.
- 18 de dezembro — Termina Pícara Sonhadora no SBT.
- 21 de dezembro — Termina a 1.ª temporada de Os Normais na Rede Globo.
- 22 de dezembro
  - A Rede Globo exibe o Roberto Carlos Especial
  - Termina Programa Livre no SBT.
- 23 de dezembro
  - O SBT exibe o Desafio dos Alunos Nota 10.[12]
  - Termina a 3.ª temporada de No Limite na Rede Globo.
- 28 de dezembro
  - Termina Escolinha do Professor Raimundo na Rede Globo.
  - A Rede Globo exibe a sua Retrospectiva 2001.
- 31 de dezembro
  - Termina Bambuluá na Rede Globo.
  - A Rede Globo exibe o Show da Virada.

## Emissoras

### Fundações
| Data        | Emissora            | Cidade, UF    | Notas | Ref.                |
| ----------- | ------------------- | ------------- | --- | ------------------- |
| 19 de março | BandNews TV         | São Paulo, SP | Canal de televisão por assinatura voltada às notícias programado pelo Grupo Bandeirantes de Comunicação                                       | [ 13 ]              |
| 5 de abril  | Disney Channel      | São Paulo, SP | Canal de televisão por assinatura voltada ao público infantojuvenil programada pela The Walt Disney Company América Latina                    | [carece de fontes?] |
| 1 de julho  | The History Channel | São Paulo, SP | Canal de televisão por assinatura voltada aos documentários programada pela HBO Latin America Group                                           | [carece de fontes?] |
| 2 de julho  | Boomerang           | São Paulo, SP | Canal de televisão por assinatura voltada a exibição dos clássicos desenhos animados programada pela Turner Broadcasting System Latin America | [carece de fontes?] |

### Extinções
| Data       | Emissora       | Cidade, UF    | Notas | Ref.                |
| ---------- | -------------- | ------------- | --- | ------------------- |
| 1 de abril | Disney Weekend | São Paulo, SP | O canal era utilizado no formato de pay-per-view com exclusividade nas operadoras DirecTV e TVA, mas foi substituído pelo Disney Channel | [carece de fontes?] |

## Nascimentos
| Data            | Nome               | Notas | Ref.                |
| --------------- | ------------------ | --- | ------------------- |
| 18 de janeiro   | Filipe Bragança    | Ator. Trabalhos notáveis incluem Chiquititas, Órfãos da Terra, Elas por Elas, Últimas Férias e Justiça 2                            | [ 14 ]              |
| 21 de fevereiro | Lívia Inhudes      | Atriz. Trabalhos notáveis incluem Chiquititas e Salve-se Quem Puder                                                                 | [ 14 ]              |
| 6 de março      | Marianna Alexandre | Atriz, dubladora, cantora e compositora. Trabalhos notáveis incluem Gênesis e Reis                                                  | [carece de fontes?] |
| 10 de março     | Júlia Byrro        | Atriz. Seu principal trabalho foi na telenovela Verdades Secretas II                                                                | [ 15 ]              |
| 18 de abril     | Luisa González     | Atriz. Trabalhos notáveis incluem Beleza Pura, Escrito nas Estrelas, Amor Eterno Amor e O Rico e Lázaro                             | [ 16 ]              |
| 25 de maio      | Duda Santos        | Atriz. Trabalhos notáveis incluem Travessia, Renascer e Garota do Momento                                                           | [ 17 ]              |
| 1.º de junho    | Duda Reis          | Atriz e influenciadora. Seu principal trabalho foi na série Malhação: Toda Forma de Amar                                            | [ 18 ]              |
| 4 de julho      | Letícia Pedro      | Atriz. Trabalhos notáveis incluem Detetives do Prédio Azul, Rebelde, Vitória, Belaventura e Acampamento de Magia para Jovens Bruxos | [ 19 ]              |
| 21 de agosto    | Fhelipe Gomes      | Ator. Trabalhos notáveis incluem Cúmplices de Um Resgate, O Tempo não Para e Malhação: Toda Forma de Amar                           | [ 20 ]              |
| 31 de agosto    | Henrique Barreira  | Ator. Trabalhos notáveis incluem Vai na Fé, A Vida pela Frente e Família É Tudo                                                     | [ 21 ]              |
| 12 de setembro  | Laura Barreto      | Atriz. Trabalhos notáveis incluem Caminho das Índias, Araguaia e Louco por Elas                                                     | [ 22 ]              |
| 22 de setembro  | Gabriel Kaufmann   | Ator. Trabalhos notáveis incluem Páginas da Vida, Caras & Bocas, Malhação: Seu Lugar no Mundo e Malhação: Pro Dia Nascer Feliz      | [ 23 ]              |
| 24 de setembro  | Jade Picon         | Influenciadora, modelo e atriz. Participante da 22.ª edição do Big Brother Brasil, seu principal trabalho na atuação é em Travessia | [ 24 ]              |
| 4 de dezembro   | Giovanna Chaves    | Atriz. Trabalhos notáveis incluem Cúmplices de um Resgate e Turma da Mônica Jovem: Reflexos do Medo                                 | [ 25 ]              |

## Mortes
| Data           | Nome                      | Idade        | Notas | Ref.   |
| -------------- | ------------------------- | ------------ | --- | ------ |
| 5 de janeiro   | Aldo César                | 77 (n. 1928) | Ator e dublador. Trabalhos notáveis incluem Redenção, Hospital, O Profeta, A Filha do Silêncio e A Praça É Nossa | [ 26 ] |
| 27 de janeiro  | Fausto Rocha Jr.          | 57 (n. 1943) | Ator. Trabalhos notáveis incluem a primeira e a segunda versão de O Meu Pé de Laranja Lima, Sombras do Passado e Vida Roubada | [ 27 ] |
| 13 de abril    | Moacyr Deriquém           | 73 (n. 1927) | Ator, apresentador e diretor. Trabalhos notáveis incluem Rosa Rebelde, Irmãos Coragem, Bicho do Mato, Pecado Capital, O Casarão, Cambalacho e Mulheres de Areia                                                                                  | [ 28 ] |
| 30 de abril    | Maria Clara Machado       | 80 (n. 1921) | Escritora, atriz e dramaturga. Trabalhos notáveis incluem Teatrinho Trol e A Patota | [ 29 ] |
| 16 de maio     | Roni Rios                 | 64 (n. 1936) | Veterinário e ator. Célebre por ter interpretado a Velha Surda nos humorísticos Praça da Alegria e A Praça É Nossa | [ 30 ] |
| 26 de maio     | Murilo Néri               | 77 (n. 1923) | Ator, locutor, dublador e apresentador. Trabalhos notáveis incluem O Primeiro Amor, Sinal de Alerta, O Pulo do Gato e Dancin' Days. Apresentou o Festival Internacional da Canção. Conduzia os sorteios da Tele Sena no estado do Rio de Janeiro | [ 31 ] |
| 13 de junho    | Marcelo Fromer            | 39 (n. 1961) | Músico, escritor, colunista e apresentador. Foi comentarista da Copa do Mundo FIFA de 1998 do SporTV | [ 32 ] |
| 25 de junho    | Evandro Carlos de Andrade | 69 (n. 1931) | Jornalista. Foi diretor da Central Globo de Jornalismo e criou o canal GloboNews | [ 33 ] |
| 14 de julho    | Vanda Lacerda             | 77 (n. 1923) | Atriz. Trabalhos notáveis incluem Minha Doce Namorada, O Espigão, Anjo Mau, Sinal de Alerta e Tudo ou Nada | [ 34 ] |
| 19 de agosto   | Gilberto Martinho         | 74 (n. 1927) | Ator. Trabalhos notáveis incluem O Falcão Negro, Irmãos Coragem, Selva de Pedra, Gabriela, Pecado Capital, Escrava Isaura e Locomotivas | [ 35 ] |
| 19 de setembro | Cláudio Mamberti          | 60 (n. 1940) | Ator. Trabalhos notáveis incluem A Viagem, O Tempo e o Vento, O Primo Basílio, Helena e Tocaia Grande | [ 36 ] |
| 26 de setembro | Walter Avancini           | 66 (n. 1935) | Escritor e diretor. Trabalhos notáveis incluem A Deusa Vencida, O Semideus, O Rebu, Gabriela, Saramandaia, Morte e Vida Severina, Grande Sertão: Veredas, Xica da Silva, O Cravo e a Rosa e A Padroeira                                          | [ 37 ] |
| 5 de outubro   | Hélio Souto               | 72 (n. 1929) | Ator. Trabalhos notáveis incluem A Moça que Veio de Longe, Super Plá, Locomotivas, Dulcinéa Vai à Guerra, Guerra dos Sexos e Brega & Chique | [ 38 ] |